# CityVille
CityVille era un browser game sviluppato da Zynga nel dicembre 2010 per Facebook, poi ufficialmente chiuso il 30 aprile 2015.
Dopo il successo di FarmVille, simulazione della vita in una fattoria, la Zynga lanciò CityVille, dove il giocatore era in grado di gestire una città virtuale in base alle esigenze dei suoi abitanti. I livelli di CityVille erano 250.
A fine 2010 il gioco registrava già oltre 84 milioni di utenti mensili attivi. In seguito CityVille finì per superare FarmVille, il che convinse la Zynga a proporre il gioco anche su altre comunità virtuali, come Twitter e Google+. Nel 2012 era uscito il seguito dell'applicazione, CityVille 2, reso disponibile solo su Facebook e cancellato l'anno successivo. I due giochi vennero chiusi per questioni commerciali dell'azienda Zynga, al pari di altri nove, tutti molto famosi su Facebook.